# Лохур (село, район Рудаки)
Лохур (тадж. Лоҳур) — село в районе Рудаки Республики Таджикистан. Административный центр джамоата (сельской общины) Лохур района Рудаки.
Находится на расстоянии 12 км от райцентра (пгт. Сомониён).
Население — 4945 чел. (2017).